# Calera y Chozas
Calera y Chozas – gmina w Hiszpanii, w prowincji Toledo, w Kastylii-La Mancha, o powierzchni 219,53 km². W 2011 roku gmina liczyła 4738 mieszkańców.